# Goethe erzählt sein Leben
Goethe erzählt sein Leben war eine 35-teilige Hörspielreihe des NWDR von Hans Egon Gerlach mit Mathias Wieman in der Titelrolle. Sie wurde über das Jahr 1949 aus Anlass des 200. Geburtstages des Dichters erstausgestrahlt. Folge 1 Gestirn – Geburt – Kindheit wurde unter der Regie von Ludwig Cremer am 2. Januar gesendet, die letzte Folge Der letzte Geburtstag erschien – nun vom Hauptdarsteller inszeniert – am 28. August.
Das Hörspiel mit einer Gesamtlaufzeit von über 25 Stunden Länge war bis in die Nebenrollen mit Stars der Zeit wie Horst Caspar, Will Quadflieg, Albert Bassermann oder Maria Wimmer besetzt. Es zog eine sich gut verkaufende, bis 1982 immer wieder aufgelegte Buchausgabe nach sich.

## Inhalt
Goethe erzählt sein Leben verbindet Goethes autobiographische Schilderungen, Schriften und zahlreiche weitere Dokumente szenisch aufbereitet zu einem fortlaufenden dramatischen Hörbild.

## Die einzelnen Folgen
Anmerkungen: Mathias Wieman sprach in allen Teilen den Goethe und übernahm ab dem vierten Teil auch die Regie. In den ersten drei Teilen, die bereits 1948 produziert wurden, führte Ludwig Cremer die Regie. Soweit bei der ARD-Hörspieldatenbank angegeben, sind die Rollenbezeichnungen hinter den Namen der Sprecher vermerkt.
- 1. Teil: Gestirn – Geburt – Kindheit (Erstsendung: 2. Januar 1949 | 39'00 Minuten)
  - Sprecher: Will Quadflieg, Gisela Mattishent, Luise Franke-Booch
- 2. Teil: Jugendzeit in Frankfurt (Erstsendung: 9. Januar 1949 | 44'25 Minuten)
  - Sprecher: Hans Quest, Ludwig Cremer, Georg Eilert, Eduard Marks, Willy Schweissguth, Oskar Dimroth, Dagmar Altrichter, Gregor von Rezzori, Luise Franke-Booch
- 3. Teil: Student in Leipzig (Erstsendung: 16. Januar 1949 | 44'40 Minuten)
  - Sprecher: Will Quadflieg, Felicitas Barg, Edda Seippel, Viola Wahlen, Lydie Schwieder
- 4. Teil: Melancholie und Krise in Frankfurt (Erstsendung: 23. Januar 1949 | 45'20 Minuten)
  - Sprecher: Will Quadflieg, Lilly Osmar, Helmut Peine, Luise Franke-Booch, Ludwig Cremer, Lillian Aye
- 5. Teil: Straßburg – Durchbruch ins Freie (Erstsendung: 30. Januar 1949 | 43'55 Minuten)
  - Sprecher: Will Quadflieg, Richard Lauffen, Claus Hofer, Annemarie Dölitzsch
- 6. Teil: Sesenheim (Erstsendung: 6. Februar 1949 | 50'40 Minuten)
  - Sprecher: Will Quadflieg, Gustl Busch, Dagmar Altrichter, Franz Reichert
- 7. Teil: Unruhe und erster Ruhm (Erstsendung: 13. Februar 1949 | 40'30 Minuten)
  - Sprecher: Helmut Peine, Will Quadflieg, Heinz Sailer, Renate Densow, Wilhelm Semmelroth, Traute Moser, Ludwig Cremer, Richard Lauffen, Hermann Schomberg, Manfred Lotsch, Werner Dahms, Erwin Geschonneck, Luise Franke-Booch
- 8. Teil: Lotte in Wetzlar (Erstsendung: 20. Februar 1949 | 44'40 Minuten)
  - Sprecher: Hans Egon Gerlach, Will Quadflieg, Elly Burgmer, Josef Dahmen, Luise Franke-Booch, Ludwig Cremer
- 9. Teil: Werther (Erstsendung: 27. Februar 1949 | 44'55 Minuten)
  - Sprecher: Will Quadflieg (Junger Goethe), Josef Dahmen (Kestner), Traute Moser (Lotte), Hans Quest (Jacobi), Joseph Offenbach (Börne), Helmut Peine, Georg Eilert, Ludwig Cremer, Heinz Sailer, Werner Dahms
- 10. Teil: Das Weltkind (Erstsendung: 6. März 1949 | 42'25 Minuten)
  - Sprecher: Erwin Linder (Lavater), Werner Dahms (Jacobi), Traute Moser (Pandora), Will Quadflieg (Junger Goethe), Helmut Peine (Söller), Lilly Osmar (Frau von Klettenberg), Lillian Aye (Cornelia), Frank Dimen (Besucher Schönborn), Ludwig Cremer (Sprecher), Wilhelm Semmelroth (Schlosser)
- 11. Teil: Der Bräutigam (Erstsendung: 13. März 1949 | 45'30 Minuten)
  - Sprecher: Will Quadflieg, Manfred Steffen, Ruth Niehaus
- 12. Teil: Der Unruhige (Erstsendung: 20. März 1949 | 43'55 Minuten)
  - Sprecher: Will Quadflieg (Junger Goethe), Hermann Lenschau (Graf Stoltenberg), Gustl Busch (Bäbe Schulthes), Inge Stolten (Lili), Erwin Linder (Lavater)
- 13. Teil: Abbruch Frankfurt – Aufbruch Weimar (Erstsendung: 27. März 1949 | 44'40 Minuten)
  - Sprecher: Will Quadflieg (Junger Goethe), Hans Paetsch (Zimmermann), Eduard Marks (Merck), Erwin Linder (Lavater), Oskar Dimroth (Knebel)
- 14. Teil: Das Dämonische (Erstsendung: 3. April 1949 | 43'50 Minuten)
  - Sprecher: Horst Caspar, Will Quadflieg, Inge Stolten, Franz Reichert, Werner Dahms, Eduard Marks, Peter René Körner, Magda Hennings, Rolf Henniger, Werner Hessenland
- 15. Teil: Das Hauptgeschäft – Die Entstehung des Faust (Erstsendung: 10. April 1949 | 46'40 Minuten)
  - Sprecher: Will Quadflieg, Manfred Steffen, Bernhard Minetti, Ludwig Cremer
- 16. Teil: Besuch in Weimar (Erstsendung: 17. April 1949 | 42'10 Minuten)
  - Sprecher: Horst Caspar, Eduard Marks, Maria Wimmer, Hans Quest, Heinz Klevenow, Helmuth Gmelin, Peter Mosbacher, Wolfgang von Stas, Helmut Peine, Herbert Steinmetz, Hans Paetsch, Hans Dieter Zeidler
- 17. Teil: Das Gartenhaus – Der Beamte. Erste Weimarer Jahre (Erstsendung: 24. April 1949 | 43'35 Minuten)
  - Sprecher: Horst Caspar, Maria Wimmer, Helmuth Gmelin, Manfred Steffen, Fritz Schröder-Jahn
- 18. Teil: Das Amt (Erstsendung: 1. Mai 1949 | 44'45 Minuten)
  - Sprecher: Gerhard Bünte, Luise Franke-Booch, Karl Kramer, Helmuth Gmelin, Felicitas Barg
- 19. Teil: Die Freundin (Erstsendung: 8. Mai 1949 | 49'20 Minuten)
  - Sprecher: Horst Caspar, Maria Wimmer, Lillian Aye, Felicitas Barg, Luise Franke-Booch
- 20. Teil: Die Natur (Erstsendung: 15. Mai 1949 | 47'05 Minuten)
  - Sprecher: Horst Caspar, Maria Wimmer, Heinz Klevenow, Heinrich Wick
- 21. Teil: Von Karlsbad nach Rom (Erstsendung: 22. Mai 1949 | 48'20 Minuten)
  - Sprecher: Horst Caspar, Maria Wimmer, Walter Grüntzig, Heinrich Wick, Marianne Kehlau, Heinz Piper, Luise Franke-Booch
- 22. Teil: Begegnung mit dem Süden – Rückkehr nach dem Norden (Erstsendung: 29. Mai 1949 | 45'15 Minuten)
  - Sprecher: Walter Grüntzig, Wilfried Frass, Maria Wimmer, Bernhard Minetti, Heinz Piper, Luise Franke-Booch
- 23. Teil: Römischer Nachklang (Erstsendung: 5. Juni 1949 | 44'20 Minuten)
  - Sprecher: Bernhard Minetti, Richard Lauffen, Maria Wimmer, Heinrich Wick, Ilse Bally, Heinz Piper, Marianne Kehlau, Inge Stolten, Louise Dorsay, Christiane Merck
- 24. Teil: Das Bündnis – Schiller I (Erstsendung: 12. Juni 1949 | 44'40 Minuten)
  - Sprecher: Walter Franck, Traute Moser, Marianne Kehlau, Heinz Piper
- 25. Teil: Das unsterbliche Gespräch – Schiller II (Erstsendung: 19. Juni 1949 | 45'00 Minuten)
  - Sprecher: Walter Franck, Hans Paetsch, Werner Dahms, Heinz Piper, Manfred Steffen
- 26. Teil: Die Familie (Erstsendung: 26. Juni 1949 | 45'20 Minuten)
  - Sprecher: Christiane Merck, Gustl Busch, Gisela Mattishent, Oskar Dimroth, Heinz Piper, Heinrich Wick
- 27. Teil: Der Europäer (Erstsendung: 3. Juli 1949 | 44'50 Minuten)
  - Sprecher: Ursula Hautmann, Hans Paetsch, Cay Dietrich Voss, Hardy Krüger, Eduard Marks, Hermann Schomberg, Inge Stolten, Heinz Piper, Erwin Linder, Heinz Klevenow, Peter Mosbacher, Herbert A. E. Böhme
- 28. Teil: Beethoven (Erstsendung: 10. Juli 1949 | 60'00 Minuten)
  - Sprecher: Jakob Tiedtke, Hubert Fichte, Gisela Mattishent, Erwin Linder, Peter Mosbacher
- 29. Teil: Alter und Jugend (Erstsendung: 17. Juli 1949 | 45'10 Minuten)
  - Sprecher: Hermann Schomberg, Erwin Linder, Peter Mosbacher, Richard Lauffen, Inge Stolten
- 30. Teil: Suleika (Erstsendung: 24. Juli 1949 | 44'10 Minuten)
  - Sprecher: Hilde Krahl, Hans-Conrad Goeseke, Kaspar Brüninghaus, Peter Mosbacher, Igor Tschitschagow
- 31. Teil: Der Einsame (Erstsendung: 31. Juli 1949 | 45'15 Minuten)
  - Sprecher: Hilde Krahl, Louise Dorsay, Heinz Piper, Peter Mosbacher, Hans-Conrad Goeseke, Ingeborg Blank-Spiegel
- 32. Teil: Trilogie der Leidenschaft (Erstsendung: 7. August 1949 | 42'30 Minuten)
  - Sprecher: Ruth Niehaus, Erna Nitter, Wolfgang von Stas, Inge Stolten, Herbert A. E. Böhme, Eduard Marks, Heinz Klevenow
- 33. Teil: Das Haus am Frauenplan (Erstsendung: 14. August 1949 | 45'20 Minuten)
  - Sprecher: Lotte Brackebusch, Marion Molitor, Hermann Schomberg, Oskar Dimroth, Manfred Steffen, Inge Stolten, Ursula Zeitz, Peter Mosbacher, Werner Dahms, Günther Baruschke, Gerhard Bünte, Marianne Wischmann, Heinz Piper, Cay Dietrich Voss, Traute Moser
- 34. Teil: Ahnung und Anschauung – Aus den zwei- und dreistimmigen Inventionen, J.S. Bach (Erstsendung: 21. August 1949 | 48'10 Minuten)
  - Sprecher: Horst Caspar, Werner Dahms, Manfred Steffen, Hardy Krüger, Hermann Schomberg, Peter Mosbacher, Inge Stolten, Kaspar Brüninghaus
- 35. Teil: Der letzte Geburtstag (Erstsendung: 28. August 1949 | 44'15 Minuten)
  - Sprecher: Albert Bassermann, Hilde Krahl, Hermann Schomberg, Peter Mosbacher

## Wiederholungen
Weite Teile der Serie wurden 1954 wiederholt.